# Anthon Charmig
Anthon Charmig (Aarhus, 25 de março de 1998) é um desportista dinamarquês que compete em ciclismo  na modalidade de rota. Ganhou uma medalha de prata no Campeonato Europeu de Ciclismo em Estrada de 2020, na prova de rota sub-23.

## Medalheiro internacional
| Campeonato Europeu | Campeonato Europeu | Campeonato Europeu | Campeonato Europeu |
| Ano                | Lugar              | Medalha            | Competição         |
| ------------------ | ------------------ | ------------------ | ------------------ |
| 2020               | Plouay ( França)   | Medalha de prata   | Estrada sub-23     |

## Palmarés
- 2020
  - 2.º no Campeonato Europeu em Estrada sub-23

- 2022
  - 1 etapa do Tour de Omã